# Mogli: Legende des Dschungels
Mogli: Legende des Dschungels (Originaltitel: Mowgli: Legend of the Jungle) ist ein Film von Andy Serkis, der auf dem Buch Das Dschungelbuch von Rudyard Kipling basiert und am 7. Dezember 2018 auf dem Streaming-Anbieter Netflix veröffentlicht wurde. Das Drehbuch stammt von Callie Kloves, in der Hauptrolle des Mogli ist der Kinderdarsteller Rohan Chand zu sehen.
Ursprünglich war ein US-Kinostart für den 19. Oktober 2018 vorgesehen, im Juli 2018 wurde jedoch bekannt, dass Netflix sich die Verwertungsrechte des Filmes gesichert hat und den Film exklusiv im Streamingangebot anbieten werde. In ausgewählten Kinos in Los Angeles, New York, San Francisco und London soll der Film bereits ab dem 29. November 2018 aufgeführt werden. Nach dem internationalen Start auf Netflix sollen dann weitere Kinovorführungen in den USA und Großbritannien folgen.

## Handlung
Der Menschenjunge Mogli wächst in einem Rudel von Wölfen unter der Führung von Akela im Dschungel Indiens auf. Er ist Waise, nachdem seine menschlichen Eltern vom Tiger Shir Khan getötet wurden, als Mogli ein Säugling war. Die oft harten Regeln des Dschungels lehren ihn der Bär Balu und der Panther Baghira. Auch von den meisten anderen Tieren des Dschungels wird Mogli als einer von ihnen akzeptiert. Lediglich einige Jungwölfe aus dem Rudel lehnen ihn ab und bezeichnen ihn als Freak oder Missgeburt, was ihn mit dem kleinen Albinowolf Bhoot verbindet.
Dem Tiger Shir Khan ist Mogli ein Dorn im Auge, er will den Jungen töten. Aber noch genießt Mogli den Schutz des Rudels. Als er jedoch die Dschungelprüfung nicht besteht, die ihm das Recht zur Teilnahme an der nächtlichen Jagd erbringen sollte, und er gegen einige eherne Dschungelgesetze verstößt wie beispielsweise Feuer zur Verteidigung Akelas einzusetzen, als der in seiner Führungsrolle herausgefordert wird, muss Mogli den Dschungel verlassen.
Er kommt in ein Menschendorf und gewöhnt sich langsam an das dortige Leben, obwohl er deren Sprache nicht versteht. Als einer seiner Wolfsbrüder ihn bittet, in den Dschungel zurückzukehren, weil das Rudel unter Shir Khans Terror leidet, lehnt Mogli ab, weil er nun zu den Menschen gehöre und seine tierischen Brüder ihn verstoßen hätten.
Im Dorf lebt auch ein englischer Jäger, der von den Bewohnern engagiert wurde, um sie vor dem Tiger zu schützen. Als im Dorf das Frühlingsfest gefeiert wird, zeigt er Mogli seine Jagdtrophäen. Unter diesen ist auch der ausgestopfte Albino Bhoot. Der Anblick zerreißt Mogli das Herz und ihm wird klar, dass er nicht zu den Menschen, sondern in den Dschungel gehört. In einem abschließenden Kampf besiegt er Shir Khan, wobei ihm Akela und die Elefanten helfen, nachdem er deren Anführer versprochen hatte, ihm den Jäger zu liefern, der ihm den Stoßzahn abgeschlagen hatte. Akela jedoch lässt sein Leben im Kampf mit dem Tiger und Mogli wird Führer des Rudels.

## Produktion

### Entwicklung
Regie führte Andy Serkis, der mit dem Film Solange ich atme im Vorjahr sein Debüt in dieser Funktion gegeben hatte. Er selbst nahm die Rolle des Bären Balu an, den er wie in der Buchvorlage wie einen „drill instructor/drill sergeant“ – einem strengen US-Militär-Ausbilder – anlegte.

### Veröffentlichung
Im Mai 2018 wurde ein erster Trailer veröffentlicht. Im Rahmen einer Konferenz beim CineEurope in Barcelona gab Warner Bros. im Juni 2018 einen Vorgeschmack, und Serkis stellte dort Aufnahmen aus dem Film vor.
Nachdem der Film ursprünglich am 6. Oktober 2017 in die Kinos kommen sollte, wurde der Kinostart im April 2016 von Warner Bros. um ein Jahr auf den 19. Oktober 2018 verschoben. Zur gleichen Zeit wurde der offizielle Titel Jungle Book bekannt gegeben, womit er kaum zu unterscheiden war von Jon Favreaus Filmadaption The Jungle Book aus dem Jahr 2016. Im Mai 2018 wurde der erste Trailer mit dem neuen Titel Mogli (Mowgli) veröffentlicht. Am 25. Oktober 2018 sollte der Film in die deutschen Kinos kommen. Der Streaminganbieter Netflix sicherte sich im Juli 2018 die Auswertungsrechte und fügte den Untertitel Legende des Dschungels (Legend of the Jungle) hinzu, der beim ersten Kinotrailer nicht enthalten war. Mit dem Wechsel zu Netflix wurde der deutsche Kinostart abgesagt. Die internationale Veröffentlichung auf Netflix erfolgte am 7. Dezember 2018. Die Weltpremiere erfolgte am 25. November 2018 in Mumbai.

## Rezeption
Nach der Veröffentlichung eines ersten Trailers im Mai 2018 schrieb die dpa: „Mogli ist viel dunkler als der Disney-Zeichentrickfilm von 1967 und als das jüngste ‚The Jungle Book – Das Dschungelbuch‘-Werk (2016) von Regisseur Jon Favreau, der die Geschichte in Anlehnung an Kiplings Vorlage allerdings auch schon etwas düsterer inszeniert hatte.“

## Besetzung und Synchronisation
| Rolle                  | Darsteller/Originalsprecher | Synchronstimmen          |
| ---------------------- | --------------------------- | ------------------------ |
| Mogli (Mowgli)         | Rohan Chand                 | Max Asmus                |
| Shir Khan (Shere Khan) | Benedict Cumberbatch        | Lutz Riedel              |
| Baghira (Bagheera)     | Christian Bale              | David Nathan             |
| Kaa                    | Cate Blanchett              | Kerstin Sanders-Dornseif |
| Vihaan                 | Eddie Marsan                | Lutz Schnell             |
| Nisha                  | Naomie Harris               | Irina von Bentheim       |
| Balu (Baloo)           | Andy Serkis                 | Tilo Schmitz             |
| Tabaqui                | Tom Hollander               | Bernd Vollbrecht         |
| Messua                 | Freida Pinto                |                          |
| John Lockwood          | Matthew Rhys                | Frank Schaff             |
| Bruder Wolf            | Jack Reynor                 |                          |
| Akela                  | Peter Mullan                | Axel Lutter              |
| Bhoot                  | Louis Ashbourne Serkis      | Nils Matti Diederich     |